# Matthew McEwan
Matthew McEwan (ur. 5 października 1865 w Ayr, zm. 14 kwietnia 1899 w Chicago) – szkocki rugbysta, reprezentant kraju, sędzia sportowy.
Związany był z klubem Edinburgh Academicals, w którym pełnił także rolę kapitana. W latach 1886–1892 rozegrał piętnaście spotkań dla szkockiej reprezentacji, w ostatnim z nich sędziował też jeden z pojedynków w rozgrywkach Home Nations Championship.